# Cor Brom
Cornelis "Cor" Brom (Amsterdam, 27 augustus 1932 – aldaar, 29 oktober 2008) was een Nederlands voetballer en voetbaltrainer. Hij voetbalde onder meer voor Limburgia en Telstar en was vanaf half 1978 ruim een jaar hoofdtrainer van Ajax.

## Loopbaan
Als voetballer speelde Brom in de jaren vijftig en zestig voor VVA, Twentse Profs, Amsterdam, Limburgia, Stormvogels, VSV en Telstar. In 1966 werd hij assistent-trainer onder Rinus Michels bij Ajax. Drie jaar later werd hij hoofdtrainer van Vitesse. In 1972 tekende hij een contract bij Fortuna SC, dat in januari 1976 ontbonden werd. Vervolgens werd Brom in het seizoen 1976/77 trainer van Sparta, waarmee hij goede resultaten haalde. In het seizoen 1977/78 werd het team vijfde in de Eredivisie en werd de halve finale van de KNVB Beker bereikt. Deze resultaten leidden ertoe dat hij in februari 1978 een contract tekende dat hem vanaf 1 juli 1978 voor drie jaar aan Ajax verbond. Als hoofdtrainer was hij de opvolger van Tomislav Ivić. Brom haalde halverwege 1976 de Britse centrumspits Ray Clarke uit Engeland naar Sparta, en in 1978 ging Clarke mee met zijn trainer Cor Brom van Sparta naar Ajax, evenals rechtsback Wim Meutstege. Met Ajax won Cor Brom in het seizoen 1978/1979 de titel met drie punten voorsprong op Feyenoord. Ajax scoorde 93 maal en kreeg 31 doelpunten tegen, het beste resultaat sinds het vertrek van Johan Cruijff van Ajax naar Barcelona na het seizoen 1972/73. Ook werd Ajax winnaar van de KNVB Beker 1978/79. In de UEFA Cup werd Ajax echter halverwege het seizoen, in de derde ronde nipt uitgeschakeld door Honvéd (Boedapest). De verstandhouding tussen Brom en Ajax-voorzitter Ton Harmsen was ondanks de zeer goede resultaten in de officiële wedstrijden echter ronduit slecht. Brom was nog door Jaap van Praag, de voorganger van Harmsen, aangetrokken. Ondanks geruchten dat hij aan de kant gezet zou worden, maakte hij zijn eerste seizoen bij Ajax af.
Op bijna een kwart van het nieuwe seizoen 1979/1980, in september 1979, ontstond opnieuw onrust rond de positie van Brom nadat deze onderhands 5000 gulden, een (levend) paard en een (dood) half varken zou hebben ontvangen van verschillende amateurclubs na afloop van oefenwedstrijden in juli en augustus 1979. Doelman Piet Schrijvers uitte tegelijkertijd in de media kritiek op de trainerscapaciteiten van Brom. Op 8 september 1979 werd hij door het bestuur van Ajax ontslagen en opgevolgd door Leo Beenhakker. Volgens voorzitter Harmsen was Brom zich niet bewust van zijn zwakheden.
Een week na zijn ontslag tekende Brom bij Waterschei in België, waarmee hij in zijn eerste seizoen, 1979/1980, de Belgische bekercompetitie won. In maart 1981 verruilde hij deze club voor RWD Molenbeek. In november 1982 keerde hij terug naar Nederland en werd hij coach van PEC Zwolle, waar hij opmerkelijk genoeg werd herenigd met Piet Schrijvers. In december 1983 kwam hij in het nieuws toen hij door de KNVB voor zeven wedstrijden werd geschorst wegens het beledigen van scheidsrechter Jan Keizer. In mei 1984 werd hij ontslagen nadat hij zich denigrerend had uitgelaten over de spelers van Zwolle. Brom vertrok naar het Oostenrijkse FC Wacker Innsbruck waar hij in april 1985 de laan uitvloog toen hij scheldkannonades van het publiek beantwoordde met obscene gebaren. Vervolgens tekende hij bij MVV. Hij moest echter tijdens het seizoen 1985/86 afhaken door gezondheidsproblemen. Hij bleef betrokken bij het voetbal, onder andere in de jaren negentig als elftalbegeleider bij de jeugd van Fortuna Sittard.
Cor Brom overleed eind 2008 op 76-jarige leeftijd in een ziekenhuis in Amsterdam aan de gevolgen van de ziekte van Parkinson, waaraan hij reeds twintig jaar leed. Hij zat sinds 2002 wegens de ziekte in een rolstoel. Hij woonde de laatste jaren van zijn leven in een bejaardenhuis in Valkenburg (Zuid-Limburg).

## Carrièrestatistieken
| Seizoen         | Club            | Land            | Competitie        | Competitie | Competitie | Beker | Beker | Internationaal | Internationaal | Overig | Overig | Totaal | Totaal |
| Seizoen         | Club            | Land            | Competitie        | Wed.       | Dlp.       | Wed.  | Dlp.  | Wed.           | Dlp.           | Wed.   | Dlp.   | Wed.   | Dlp.   |
| --------------- | --------------- | --------------- | ----------------- | ---------- | ---------- | ----- | ----- | -------------- | -------------- | ------ | ------ | ------ | ------ |
| 1954/55         | Twentse Profs   | Nederland       | NBVB (Afgebroken) | –          | 7          | –     | –     | 0              | 0              | 0      | 0      | –      | 7      |
| 1954/55         | Amsterdam       | Nederland       | Eerste klasse A   | –          | 8          | –     | –     | 0              | 0              | 0      | 0      | –      | 8      |
| 1955/56         | Amsterdam       | Nederland       | Hoofdklasse B     | –          | 10         | –     | –     | 0              | 0              | 0      | 0      | –      | 10     |
| 1956/57         | Limburgia       | Nederland       | Eerste divisie A  | –          | 1          | –     | 1     | 0              | 0              | 0      | 0      | –      | 2      |
| 1957/58         | Stormvogels     | Nederland       | Eerste divisie B  | –          | 0          | –     | 0     | 0              | 0              | 0      | 0      | –      | 0      |
| 1958/59         | Stormvogels     | Nederland       | Eerste divisie B  | –          | 0          | –     | –     | 0              | 0              | 0      | 0      | –      | 0      |
| 1959/60         | VSV             | Nederland       | Eerste divisie B  | –          | 0          | –     | –     | 0              | 0              | 0      | 0      | –      | 0      |
| 1960/61         | VSV             | Nederland       | Eerste divisie B  | –          | 0          | –     | 0     | 0              | 0              | 0      | 0      | –      | 0      |
| 1961/62         | VSV             | Nederland       | Eerste divisie B  | –          | 0          | –     | 1     | 0              | 0              | 0      | 0      | –      | 1      |
| 1962/63         | VSV             | Nederland       | Tweede divisie    | –          | 2          | –     | 0     | 0              | 0              | 0      | 0      | –      | 2      |
| 1963/64         | Telstar         | Nederland       | Eerste divisie    | –          | 1          | –     | 0     | 0              | 0              | 0      | 0      | –      | 1      |
| 1964/65         | Telstar         | Nederland       | Eredivisie        | –          | 0          | –     | 0     | 0              | 0              | 0      | 0      | –      | 0      |
| 1965/66         | Telstar         | Nederland       | Eredivisie        | –          | 1          | –     | 0     | 0              | 0              | 0      | 0      | –      | 1      |
| Carrière totaal | Carrière totaal | Carrière totaal | Carrière totaal   | –          | '–30       | –     | 2     | 0              | 0              | 0      | 0      | –      | 32     |